# Río Deli Çay
El río Deli (en turco: Deli Çay, que significa «río Loco»), es un río del sur de Anatolia cerca de lo que es actualmente la frontera entre Turquía y Siria. 
Se creyó al principio de los tiempos modernos que era el río Pinaro, donde Alejandro Magno derrotó a Darío III de Persia en la Primera Batalla de Issos, y el lugar más probable de la segunda y tercera batallas del mismo nombre hasta la Edad Media. Pero los historiadores N. G. L. Hammond y A.M. Devine han hecho convincentes afirmaciones de que Pinaro es de hecho el río Payas, el segundo usando un examen visual del río, que no puede haber cambiado drásticamente desde la Antigüedad.